# Front dels Revolucionaris de Síria
El Front dels Revolucionaris de Síria (en àrab: جبهة ثوار سوريا) és una organització armada creada al desembre de 2013, en el marc de la Guerra civil siriana, oposada al govern de Baixar al-Àssad i a l'Estat Islàmic de l'Iraq i el Llevant.

## Història
El Front dels Revolucionaris de Síria es va formar com una aliança entre 14 grups diferents dins de l'Exèrcit Lliure de Síria (ELS), forjada com a resposta a la unió del Front Islàmic al novembre de 2013, d'ideologia islamista, encara que a data de gener de 2014 havia deixat d'estar afiliada amb el ELS. El nom del grup també s'ha traduït com a "Front Rebel de Síria" o "Front Revolucionari Sirià". Després de diversos enfrontaments, el Front Islàmic i el Front dels Revolucionaris de Síria es van reconciliar. La coalició està liderada per Yamal Maruf, comandant que està al capdavant de la Brigada dels Màrtirs de Síria, membre del FRS amb seu a Yabal al-Zawiya, Idleb. El grup va donar suport a la Conferència de Pau de Ginebra II sobre Síria.

## Grups afiliats
- Consell Militar d'Idlib
- Brigada dels Màrtirs de Síria
- Brigades Ahrar al-Zawia
- Brigades Ansar
- Brigades de la Victòria Propera
- 7a Divisió
- 9a Divisió d'Alep
- Batallons Farouq al-Shamal
- Brigada dels Llops de Ghab
- Brigada dels Màrtirs d'Idlib
- Brigada Ahrar al-Shamal
- Batallons de Damasc Riyad al-Salehin
- Batallons Farouq de Hama
- Regiment d'Assignacions Especials de Damasc[7]